# Buddy Holly (песня)
«Buddy Holly» (с англ. — «Бадди Холли») — песня, исполненная американской альтернативной рок группой Weezer и выпущенная в качестве ведущего сингла из одноимённого дебютного студийного альбома.
Будучи одним из главных хитов группы, занял 484-е место в списке «500 величайших песен всех времён по версии журнала Rolling Stone» и 429-е место в списке «500 величайших песен всех времён по версии журнала New Musical Express».

## История песни
Песня написана Риверсом Куомо в начале 1990-х годов, после того как его подруга азиатского происхождения была высмеяна его же друзьями.
Весь текст песни строится на том, что герой песни убеждает девушку не обращать внимания на усмешки общих знакомых, так как они прекрасная пара, и главному герою «плевать на то, что о них подумают».
В качестве кумиров, на которых хотят быть похожи герои песни, указаны рок-музыкант Бадди Холли и актриса Мэри Тайлер Мур. Выпуск сингла был приурочен к дню рождения Бадди Холли, который вдохновил музыкантов на написание композиции. Что касается Мэри Тайлер Мур, актрисе довелось услышать песню, и она ей очень понравилась.
Продюсером сингла выступил Рик Окасек, известный по группе The Cars. Изначально Куомо не хотел включать песню в альбом, посчитав её слишком «дрянной» и не соответствующей общему репертуару дебютного альбома. Окасек лично уговорил Куомо записать песню и включить её в альбом, и музыканты вспоминали, что «не будь на то воля Окасека, Куомо бы не стал играть эту песню». Первый демо-вариант «Buddy Holly», записанный в 1993 году, имел более медленный ритм.

## Успех и продвижение
Работа принесла Weezer широкую известность в США и получила положительные отзывы музыкальных критиков и журналистов. В чарте Billboard Modern Rock Tracks достиг второй позиции, а Американская ассоциация звукозаписывающих компаний в 2006 году сертифицировала, как золотой. Музыкальный канал VH1 подводя итоги 1990-х годов поставил «Buddy Holly» на 59-ю строку в списке великих песен.
Съёмками клипа на песню занимался независимый режиссёр Спайк Джонс. Съёмки проходили на студии Чарльза Чаплина в течение одного дня. Главной задачей постановщика было передать атмосферу 1950-х годов. На видео изображены Weezer, исполняющие музыкальную композицию в баре телесериала «Счастливые дни». Клип «Buddy Holly» пользовался большой популярностью и получил широкую ротацию на музыкальных каналах. На 12-й церемонии MTV VMA он получил четыре награды, в том числе за «Лучшее альтернативное музыкальное видео». В Нью-Йоркском музее современного искусства видео несколько раз демонстрировалось на музыкальных выставках. Файл с видеоклипом прилагался в качестве бонуса на CD-версии дистрибутива Microsoft Windows 95.

## Позиции в чартах
| Chart (1995)                          | Peak Position |
| ------------------------------------- | ------------- |
| Канадский RPM Чарт                    | 6             |
| Голландский чарт                      | 27            |
| Шведский чарт                         | 14            |
| Великобританский чарт                 | 12            |
| U.S. Billboard Hot 100 Airplay        | 18            |
| U.S. Billboard Mainstream Rock Tracks | 36            |
| U.S. Billboard Modern Rock Tracks     | 2             |
| U.S. Billboard Top 40 Mainstream      | 17            |

## Участники записи
- Риверс Куомо — вокал, соло-гитара
- Брайан Белл — ритм-гитара, бэк-вокал
- Мэтт Шарп — бас-гитара, бэк-вокал
- Патрик Уилсон — перкуссия
- Рик Окасек — микширование, продюсирование